# Christian Schoissengeyr
Christian Schoissengeyr (sinh 18 tháng 10 năm 1994) là một cầu thủ bóng đá Cộng hòa Dominica thi đấu cho SK Sturm Graz. Anh cũng là công dân Áo.

## Sự nghiệp quốc tế
Schoissengeyr sinh ra ở Cộng hòa Dominica từ người cha nước Áo và người mẹ Dominica, và chuyển đến Áo lúc 3 tuổi. He is a youth international for Austria at the U17 and U21 levels.
Anh được gọi vào đội tuyển lần đầu cho Cộng hòa Dominica vào cuối tháng 10 năm 2017 cho hai trận đấu với Nicaragua the next month.